# Staphorster Boertje
Het Staphorster Boertje, geboren onder de naam Peter Stegeman (Staphorst, 9 oktober 1840 – aldaar, 31 januari 1922) was een Nederlandse kruidendokter en kwakzalver uit eind negentiende, begin twintigste eeuw. Hij bezet de vijfde plaats in de Top 20 van kwakzalvers in de twintigste eeuw die de Vereniging tegen de Kwakzalverij heeft opgesteld.

## Levensloop
De timmerman Peter Stegeman woonde en werkte aan de Rijksweg op nummer 137 te Staphorst, alwaar hij door zelfstudie en aangeboren talent uitgroeide tot een begrip in de volksgeneeskunde op het gebied van kruidengeneeskunde. Zijn naam en faam was niet alleen in Nederland bekend, maar reikte zelfs tot in Indië. Rond 1900 bereikte zijn roem een hoogtepunt, tot die tijd noemde hij zich landbouwer, maar al vanaf 1870 betitelde hij zichzelf als kruidenkundige. Mensen kwamen van heinde en verre om bij het Staphorster Boertje om raad te vragen en geneeskrachtige kruiden of druppels te kopen. Zelf kwam hij ook zijn patiënten tegemoet door vanaf 1890 zittingen te houden in zaaltjes en restaurants ver buiten Staphorst. Zo hield hij onder meer ook spreekuur te Amsterdam, Den Haag, Heerenveen, Steenwijk en Zwolle. In het jaar 1895 werd hij in diverse plaatsen al viermaal veroordeeld wegens het onbevoegd uitoefenen van de geneeskunde en het verkopen van ‘medicijnen’. Hij verkocht zijn kruiden vrij duur, gezien de werkelijke waarde van de grondstoffen. 
Van het geld dat hij hiermee verdiende, kocht hij bunders land in de gemeente Staphorst. 
Stegemans bijnaam was professor Stegeman, en menig reguliere arts kon niet tippen aan de grootte van zijn praktijk. Begin 1922 stierf hij op 81-jarige leeftijd.

## Kruiden
Stegeman teelde zijn kruiden en poeders niet zelf, maar betrok ze van de groothandel en maakte zelf mengsels van diverse soorten. Hij gebruikte hiervoor verkruimelde kruiden en poeders van alsemtoppen, duizendguldenkruid, gemberwortel, kalmoeswortel, kinabast, paardenstaart, sennabladeren, zoethoutwortel en zwavel. Hiermee ging hij ziektes als doofheid, duizelingen en kinkhoest te lijf. Zelfs tegen kanker had Stegeman een mengsel klaar, dat weliswaar niet genas, maar wel verlichting zou brengen.

## Voortzetting
Enkele van zijn zoons zetten na zijn overlijden zijn bedrijf en handel voort en wisten dit zeer winstgevend te houden. Er volgde wederom een aantal veroordelingen, omdat ook zij onbevoegd de geneeskunde uitoefenden en - als L. en H. Stegeman - fabrikant waren van 'medicijnen', maar deze lucratieve kruidenhandel stopten ze niet. Latere nakomelingen hebben echter nooit van bunders grond of het kapitaal kunnen profiteren, aangezien een van de zoons alles van waarde weer verkwistte.
In 1938 werd de naam 'Staphorster Boertje' wettig gedeponeerd. Tegenwoordig zijn nog steeds de kruidenmengsels naar het recept van de vader Peter Stegeman te verkrijgen, maar ze worden nu samengesteld door een farmaceutische fabriek in Meppel.